# Sillkremla
Sillkremla (Russula xerampelina) är en ätlig svamp som luktar sill. Den växer framförallt i de nordligare delarna av Sverige. Svampen är Ångermanlands landskapssvamp. Den växer i barrskogar och blandskogar, särskilt sådana med inslag av tall. Fruktkroppen uppträder från sensommaren till hösten.
Sillkremlans hatt blir 6–12 centimeter bred och kan variera i färg från närmast purpurröd till rödviolett, dovt blåröd eller brunröd. Hatten är oftare mörkare i mitten än närmast kanterna och vid våt väderlek blir dess yta lite klibbig. Yngre svampar har välvd hatt medan äldre svampar har en mer utbredd hatt med en fördjupning i mitten. Kanten på hatten är mjukt inböjd. Skivorna är till en början närmast vita, men får senare en allt mer gulaktig färg. Dess sporer är ockragula. Svampens fot är rödaktig i färgen och bredare mot basen än upptill mot hatten. Höjden är omkring 4–9 centimeter och bredden 2–3 centimeter. Vid beröring får svampen bruna fläckar.
Som matsvamp ger sillkremlan en mild skaldjurssmak åt de rätter där den ingår. Den kan bland annat stuvas eller ingå i omeletter.